# Río Tiétar
El Tiétar es un río de la península ibérica. Nace en el municipio de Rozas de Puerto Real, en el extremo oriental de la sierra de Gredos, cadena montañosa de la que recibe numerosos afluentes, y discurre por las provincias de Madrid, Ávila, Toledo y Cáceres, para acabar desembocando en el Tajo.

## Hidronimia
Según Chavarría Vargas y Martínez Enamorado, el hidrónimo Tiétar sería de origen incierto. Mencionan la posibilidad de una voz prelatina Těttare conectada quizás con la raíz indoeuropea teter- (empleada de manera común para diversos tipos de gallináceas). El origen latino (del adjetivo tětter: «oscuro», «tétrico») lo consideran menos probable. La primera aparición del hidrónimo en fuentes escritas cristianas data de 1189; sin embargo la primera mención en las crónicas árabes podría haberse dado hacia el X con una forma transliterada como Tāt.r.

## Curso
El Tiétar nace en el lugar denominado La Venta del Cojo, en el término municipal de Rozas de Puerto Real, donde varias fuentes, gargantas y arroyos van alimentando su curso hasta llegar al parque nacional de Monfragüe.
Discurre posteriormente por los términos municipales de Santa María del Tiétar, Sotillo de la Adrada, La Adrada, Piedralaves, Casavieja, Mijares, Gavilanes, Pedro Bernardo, Lanzahíta, Arenas de San Pedro y Candeleda, en la provincia de Ávila, por La Iglesuela del Tiétar, Sartajada, Buenaventura, Parrillas, Navalcán, Oropesa, Lagartera y La Calzada de Oropesa, en la provincia de Toledo, y por la comarca de La Vera, en Cáceres.
En la parte cacereña de su curso transcurre entre la comarca de La Vera y la comarca del Campo Arañuelo, comarcas de gran valor agropecuario. Desemboca en el Tajo en el parque nacional de Monfragüe tras casi 150 km, cerca de Villarreal de San Carlos. Su desembocadura en el Tajo tiene un ancho variable, según sea el nivel de los embalses en este último río, cerca de esta el Tiétar corta una pequeña sierra para llegar al Tajo, dividiéndola en las sierras de Santa Catalina y de la Urraca, ubicación favorable que se aprovechó para la construcción de la represa que allí existe.
Sus principales afluentes son el río Guadyerbas y demás gargantas y arroyos que nacen en la sierra de Gredos del sistema Central y en la sierra de San Vicente. Su régimen hídrico es pluvio-nival, con un máximo en invierno (lluvias) y primavera (fusión de la nieve), y un mínimo marcado en el verano.
Aparece descrito en el decimocuarto volumen del Diccionario geográfico-estadístico-histórico de España y sus posesiones de Ultramar de Pascual Madoz con las siguientes palabras:

TIETAR: r. en la prov. de Cáceres: se forma á 1/2 cuarto leg. al E. del l. de Escarabajosa, en la prov. de Ávila, part. de Cebreros, inmediato á los restos de las Ventas Nuevas, de unos abundantes manantiales que vienen de las contiguas sierras de Casillas: camina bastante veloz al principio en direccion de E. á O. por los términos é inmediato á los pueblos de Escarabajosa, Sotillo, Adrada y Lanzaita, que estan á la der.; Higuera de las Dueñas y Fresnedilla á la izq., todos en la misma prov. de Avila: marcha luego por el térm. de Hontanares, que corresponde al part. de Arenas de San Pedro, y cambia de direccion al S. para pasar por el único puente de piedra que tiene entre este pueblo y Ramacastañas: por él pasa el arrecife de Avila á Talavera de la Reina; recibe despues por la der. el r. Ramacastañas y continúa otra vez al O. no tan veloz; pero entre márg. escarpadas y albeo guijarroso y arenoso siempre, por los lím. de Ramacastañas, Poyales del Hoyo y Candeleda; aumenta luego su curso el r. Arenal, el Albillas, la garganta de Candeleda, la de Chilla, y por último el r. Alardos, todos por la der., que es el lím. de la prov. de Ávila con la de Cáceres: en la márg. izq. desde Fresnedilla al r. Alardos sirve de línea divisoria á las prov. de Avila y Toledo, quedando por consiguiente para esta los l. de Almendral, Iglesuela, Buenaventura y Navalcan. Hasta este punto trae 10 leg. de curso solitario, sombrio y entre malezas constantemente; da movimiento á algunos molinos harineros, y cria bastantes truchas y pesca comun, pero sin que ningun otro beneficio preste á las artes ni á la agricultura. Despues de tomar el r. Alardos penetra inmediatamente en la Estremadura con direccion al SO., quedando á la der. todo el part. de Jarandilla y á la izq. el de Navalmoral de la Mata; pasa por último al térm. de la Serrandilla en el part. de Plasencia, bañando las deh. de Fernedoso y la Haza, y desemboca en el Tajo cerca de Villarreal de San Cárlos, y por bajo del puente del Cardenal. Despues que entra en Estremadura recibe por la der. la garganta de Jaranda, que es la mas considerable; las otras muchas que bajan de las altas sierras de la Vera, y por último el arroyo Calzones, que viene desde Malpartida de Plasencia, y por la izq. el Guadiervás, el Arroyogrande y algunos otros de corta consideracion, pues la mayor parte de los de este lado van al Tajo. El cauce y corriente de este r. son bastante llanos por el terr. de la Vera, aunque en algunos puntos hay las suficientes caídas de agua para establecer máquinas; en la izq. pueden estraerse las aguas para el riego, pero en las tres últimas leg. son sus márg. tan escabrosas, que pueden decirse intransitables. Aunque carece de puentes en esta segunda parte de su curso, cada pueblo de los limítrofes á él tiene su barca para las grandes crecidas, llamando particularmente ala atencion la grande que hay en el sitio de la Bazagona (V.), que es el camino de Plasencia á Talavera: sus vados son siempre peligrosos; conserva su corriente en todas las estaciones, y cria abundante pesca de anguilas y peces comunes: su total long. es de 24 leg.
(Madoz, 1849, p. 758)

## Embalses y presas
- Embalse del Rosarito. Con una cota de coronación de 308,8 m s. n. m., 37,5 m de altura de la presa y una capacidad de 82 hm³ es el embalse más grande al que abastece el río Tiétar. Se sitúa en las provincias de Ávila, Toledo y Cáceres
- Embalse de Torrejón-Tiétar.[4] Se sitúa en los municipios de Toril y Serradilla (Cáceres). Data del año 1966 y tiene una superficie de 1041 ha. Durante su construcción se produjo el llamada desastre de Torrejón, falleciendo un número indeterminado de trabajadores (entre 30 y 60 obreros).

## Principales afluentes
| - Arroyo de Payano - Buenaventura - Arroyo de Pedro García - Buenaventura - Arroyo Tamujoso o de Las Chorreras - Buenaventura - Arroyo Pajarero - Santa María del Tiétar - Garganta Majalobos - Sotillo de la Adrada - Arroyo del Juncal - Higuera de las Dueñas - río Escorial - La Adrada - Garganta de Santa María - La Adrada - Garganta de los Hornillos - La Adrada - Garganta de Nuñocojo - Piedralaves - Garganta de Butraguillo - Piedralaves - Garganta de Cereceda - Casavieja y La Iglesuela del Tiétar - Arroyo de Pozas - Casavieja - Arroyo Rojuelo - Casavieja - Arroyo Hondo - Casavieja - Garganta de La Robledosa - Casavieja - Garganta de Las Torres - Mijares - Garganta del Chorro - Gavilanes - Garganta de Blasco Chico - Pedro Bernardo y Gavilanes - Arroyo Casas - Pedro Bernardo - Arroyo del Herradón - Pedro Bernardo - Garganta de La Eliza - Pedro Bernardo y Lanzahíta - Río Ramacastañas - Barranco de las cinco villas y Arenas de San Pedro | - Arroyo de Avellaneda - Arenas de San Pedro - Río Arenal - El Arenal - Arroyo de Guisandillo - Guisando - Río Arbillas - Poyales del Hoyo - Garganta de Santa María - Candeleda - Garganta de Chilla - Candeleda - Garganta de Alardos - Madrigal de la Vera - Garganta de Minchones - Villanueva de la Vera - Garganta de Gualtaminos - Villanueva de la Vera - Garganta del Naval - Valverde de la Vera - Garganta del Obispo - Barrado - Garganta de Cuartos - Robledillo de la Vera - Garganta de Jaranda - Jarandilla de la Vera - Garganta de Pedro Chate - Jaraíz de la Vera - Arroyo de Platero - Jaraíz de la Vera - Arroyo de Cañadillas - Toril - Arroyo del Palancosa - Talayuela - Arroyo de Quebrada - Casatejada - Garganta de Torinas - La Iglesuela del Tiétar - Río Guadyerbas - Sotillo de las Palomas |